# Osorkon de Oudere
Osorkon de Oudere of Osochor, was de vijfde farao van de 21e dynastie. Zijn troonnaam was AaCheperre Setepenre. Dit betekent: "Groot is de Ziel van Re, uitverkoren door Re". Hij regeerde zes jaar.

## Biografie
Osorkon de Oudere was van Mesjwesj en had zich een plaats weten te verwerven in de dynastie. Hij was de oom van de latere Sjosjenq I, de stichter van de 22e dynastie. Aan zijn bestaan werd dikwijls getwijfeld totdat Eric Young in 1963 een deel van een tekst van een tempelpriester ontdekte: Nespaneferhor in het tweede jaar van 1 Sjemu dag 20 onder een zekere koning Aacheperre Setepenre. Deze werd gevonden in de Priesterannalen van Karnak. Young betoogde dat de onbekende Osochor en koning Aacheperre Setepenre een en dezelfde waren. Zijn hypothese werd indertijd niet volledig geaccepteerd door alle egyptologen. Jean Yoyotte ontdekte in 1976/1977 dat een Libische koning genaamd Osorkon I de zoon was van Sjosjenk A bij een vrouw genaamd Mehetenesjchet, die in genealogische documenten als de koningsmoeder wordt aangeduid. Aangezien niemand van de Osorkons een moeder genaamd Mehtenwesjchet had, kon het niemand anders zijn dan de moeder van Osorkon de Oudere. Zij was ook de moeder van Nimlot A, de grote leider van de Mesjwesj ("Libiërs") en dus Sjosjenq I's grootmoeder.
Osorkons regering is bijzonder te noemen omdat die een voorbode was van een Libische dynastie. Hij heeft zes jaar geregeerd volgens Manetho's Aegyptiaca. Hij werd opgevolgd door Siamoen die een zoon van Osochor was.